# Håkon Evjen
Håkon Evjen (Narvik, 14 de febrero de 2000) es un futbolista noruego que juega de centrocampista en el F. K. Bodø/Glimt de la Eliteserien.

## Selección nacional
Es internacional con la selección de fútbol de Noruega. Fue internacional sub-17, sub-18, sub-20 y sub-21, antes de convertirse en internacional absoluto el 18 de noviembre de 2020, en un partido de la Liga de Naciones de la UEFA 2020-21 frente a la selección de fútbol de Austria.

## Clubes
| Club             | País         | Año       |
| ---------------- | ------------ | --------- |
| FK Mjølner       | Noruega      | 2015-2016 |
| F. K. Bodø/Glimt | Noruega      | 2017-2019 |
| AZ Alkmaar       | Países Bajos | 2020-2023 |
| Brøndby IF       | Dinamarca    | 2023-2024 |
| F. K. Bodø/Glimt | Noruega      | 2024-     |

## Palmarés

### Títulos nacionales
| Título      | Club             | País    | Año  |
| ----------- | ---------------- | ------- | ---- |
| Eliteserien | F. K. Bodø/Glimt | Noruega | 2024 |